# 森屋站
森屋站（日语：／ Moriya eki */?）是位於岐阜縣岐阜市鹿島町，名古屋鐵道鏡島線的鐵道車站（廢站）。由於車站位於鏡島線接近中間點，因此設有較多電車於此站折返

## 歷史
在1924年，美濃電氣軌道的鍵屋站啟用。當初，整個鏡島線都是使用專用軌道，後來千手堂站至此站之間才改變為混合路權軌道。在戰時的1944年，此站至鏡島站之間的區間被指定為不要不急線而暫停營業。該區間在戰後雖然陸繼重開，但是由於沿線地區開始機動化（汽車社會），鏡島線在1964年廢除，此站也被廢除。
- 1924年（大正13年）4月21日 - 美濃電氣軌道鏡島線千手堂站至鏡島站之間開通，此站啟用[5][6]。
- 1930年（昭和5年）8月20日 - 美濃電氣軌道與名古屋鐵道（第一代。同年中改名為名岐鐵道，在1935年起再改名為名古屋鐵道）合併。成為名古屋鐵道鏡島線的車站[6]。
- 1944年（昭和19年）12月11日 - 此站至鏡島站之間被指定為不要不急線而暫停營業[3]。
- 1950年（昭和25年）
  - 6月10日 - 由於進行混合路權軌道化工程，包含此站在內，千手堂站至森屋站之間暫停營業[7]。
  - 7月11日 - 工程完成，千手堂站至森屋站之間重開[7]。
- 1953年（昭和28年）8月16日 - 此站至弘法口站之間重開[7]。
- 1964年（昭和39年）10月4日 - 鏡島線全線廢除，此站也被廢除[6][8]。

## 車站構造
截至車站廢除前，此站是地面車站，設有2面2線的相對式月台。在車站南邊（下行線側）設有小型站房。遺址建設了商業施設（截至2014年為E-Care Day Service鹿島之杜）。

## 其他
- 鏡島線從起點千手堂站至此站之間採用與岐阜市內線相同的均一車費。

## 相鄰車站
名古屋鐵道
鏡島線
市民醫院前－森屋－東鏡島

## 注腳
1. 1 2  . 鄉土出版社（日语：郷土出版社）. 1997: 146–147. ISBN 4-87670-097-4 （日语）.
2. ↑  . 鄉土出版社（日语：郷土出版社）. 1997: 164-165. ISBN 4-87670-097-4 （日语）.
3. 1 2  . 鄉土出版社（日语：郷土出版社）. 1997: 23. ISBN 4-87670-097-4 （日语）.
4. ↑  川島令三. . 名古屋北部・岐阜篇 1. 草思社（日语：草思社）. 1997: 126. ISBN 4-7942-0796-4 （日语）.
5. ↑  「地方鉄道運輸開始」《官報》1924年4月26日（國立國會圖書館數碼化資料）
6. 1 2 3  . 鄉土出版社（日语：郷土出版社）. 1997: 219–230. ISBN 4-87670-097-4 （日语）.
7. 1 2 3  名古屋鉄道広報宣伝部（編）. . 名古屋鐵道. 1994: 984 （日语）.
8. ↑  今尾惠介（監修）.  7 東海. 新潮社. 2008: 52. ISBN 978-4-10-790025-8 （日语）.
9. ↑  德田耕一. . JTB Can Books. JTB出版. 2005: 73–74. ISBN 978-4-53305-883-7 （日语）.
10. ↑  「森屋」バス停留所 （页面存档备份，存于）（日語）